# Tenexco II
Tenexco II är en ort i Mexiko.   Den ligger i kommunen Atlapexco och delstaten Hidalgo, i den sydöstra delen av landet, 200 km norr om huvudstaden Mexico City. Tenexco II ligger 269 meter över havet och antalet invånare är 532.
Terrängen runt Tenexco II är lite kuperad, och sluttar norrut. Runt Tenexco II är det ganska tätbefolkat, med 199 invånare per kvadratkilometer. Närmaste större samhälle är Huejutla de Reyes, 10,9 km nordväst om Tenexco II. Omgivningarna runt Tenexco II är en mosaik av jordbruksmark och naturlig växtlighet.